# Jampa Tendar
Jampa Tendar (ca.1870 - 1922) was een Tibetaans politicus en militair.

## Loopbaan
Tendar was een monnikfunctionaris en begon als Groot Secretaris (Trungyik Chhempo). In 1912 werd hij benoemd tot Shappe, ofwel een van de vier ministers in de Kashag (kernkabinet). Hiermee volgde hij Kungtang op.
Hij werd benoemd tot algemeen officier met het commando over het Tibetaanse leger in Kham. Hij verbleef in de stad Chamdo.

## Reputatie
Britse bronnen beschrijven hem als een man met een sterk karakter. Hij zou grote invloed hebben gehad.